# Calidiopinos
Calidiopinos (Callidiopini) é uma tribo de coleópteros da subfamília Cerambycinae. Compreende 313 espécies, em 56 gêneros.

## Sistemática
- Ordem Coleoptera
  - Subordem Polyphaga
    - Infraordem Cucujiformia
      - Superfamília Chrysomeloidea
        - Família Cerambycidae
          - Subfamília Cerambycinae
            - Tribo Callidiopini (Lacordaire, 1869)
              - Gênero Acuticeresium (Villiers, 1970)
              - Gênero Adrium (Pascoe, 1866)
              - Gênero Agnitosternum (Jordan, 1894)
              - Gênero Anthribatus (Fairmaire, 1896)
              - Gênero Asperidorsus (Adlbauer, 2007)
              - Gênero Bethelium (Pascoe, 1866)
              - Gênero Bornesalpinia (Vives, 2009)
              - Gênero Bouakea (Adlbauer, 2003)
              - Gênero Callidiopis (Thomson, 1864)
              - Gênero Ceresiella (Holzschuh, 1995)
              - Gênero Ceresium (Newman, 1842)
              - Gênero Cilium (Fairmaire, 1898)
              - Gênero Coccothorax (Aurivillius, 1917)
              - Gênero Conoxilus (Adlbauer, 2002)
              - Gênero Cristaphanes (Vives, 2009)
              - Gênero Curtomerus (Stephens, 1839)
              - Gênero Diaspila (Jordan, 1903)
              - Gênero Dictamnia (Pascoe, 1869)
              - Gênero Didymocantha (Newman, 1840)
              - Gênero Ectinope (Pascoe, 1875)
              - Gênero Elegantozoum (Adlbauer, 2004)
              - Gênero Examnes (Pascoe, 1869)
              - Gênero Falsoibidion (Pic, 1922)
              - Gênero Ganosomus (Fairmaire, 1901)
              - Gênero Gelonaetha (Thomson, 1878)
              - Gênero Herozoum (Thomson, 1878)
              - Gênero Hybometopia (Ganglbauer, 1889)
              - Gênero Laniferus (Dillon & Dillon, 1952)
              - Gênero Linyra (Fairmaire, 1898)
              - Gênero Metacopa (Fairmaire, 1896)
              - Gênero Minutius (Fairmaire, 1902)
              - Gênero Nastocerus (Fairmaire, 1897)
              - Gênero Neobethelium (Blackburn, 1894)
              - Gênero Notoceresium (Blackburn, 1901)
              - Gênero Oemona (Newman, 1840)
              - Gênero Oxymagis (Pascoe, 1866)
              - Gênero Paphora (Pascoe, 1866)
              - Gênero Parasalpinia (Hayashi, 1962)
              - Gênero Porithea (Pascoe, 1866)
              - Gênero Prosype (Thomson, 1864)
              - Gênero Psylacrida (Thomson, 1878)
              - Gênero Pteroptychus (Aurivillius, 1912)
              - Gênero Salpinia (Pascoe, 1869)
              - Gênero Sassandrioides (Adlbauer, 2008)
              - Gênero Semiope (Pascoe, 1869)
              - Gênero Sidellus (McKeown, 1945)
              - Gênero Stenobrium (Kolbe, 1893)
              - Gênero Stenodryas (Bates, 1873)
              - Gênero Stenygrinum (Bates, 1873)
              - Gênero Sternangustum (Jordan, 1894)
              - Gênero Teocchius (Adlbauer & Sudre, 2003)
              - Gênero Tethionea (Pascoe, 1869)
              - Gênero Thephantes (Pascoe, 1867)
              - Gênero Trimeroderus (Fairmaire, 1896)
              - Gênero Trinophylum (Bates, 1878)
              - Gênero Zarina (Fairmaire, 1898)